# London Fire Brigade
Pour les articles homonymes, voir LFB.

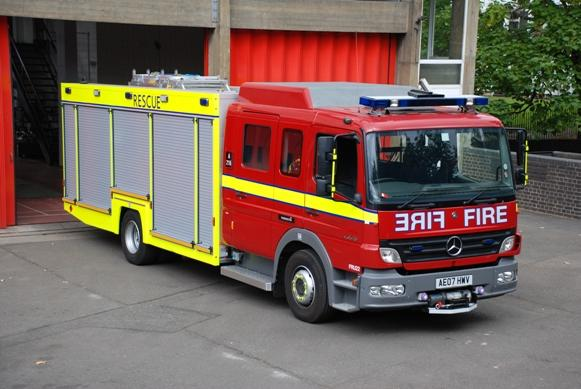
Fire Rescue Unit de la caserne de Paddington

La London Fire Brigade (abrégé LFB) est le corps de sapeurs-pompiers de Londres. C'est le cinquième plus grand corps de sapeurs-pompiers dans le monde avec 5 992 employés dont 5 096 sapeurs-pompiers professionnels. En 2014, ils ont répondu à 171 067 appels d'urgence et fait face à 20 934 feux, faisant d'eux les sapeurs-pompiers les plus occupés dans le monde. En dehors de la partie opérationnelle, la brigade conduit la planification des secours et exécute des inspections et l'éducation au public. La brigade ne fournit pas de service d'ambulance, celui-ci est exécuté par le Service d'Ambulance de Londres.
En 1937, la London Fire Brigade emménage dans son nouveau QG dans le quartier de Lambeth, sur Albert Embankment, à côté de la Tamise, et près de Lambeth Bridge.  Elle y reste jusqu’en 2007 lorsque le QG s’installe sur Union Street dans le quartier de Southwark.
Depuis 2000, la brigade est administrée par l'Autorité du Grand Londres (GLA) grâce à la London Fire and Emergency Planning Authority (LFEPA).

## Présentation
Londres est une ville de 1 587 km2 avec 8 millions d'habitants, qui est divisée en 13 « boroughs » (circonscriptions administratives).
La London Fire Brigade possède 103 casernes dont une caserne fluviale et une caserne centrale. Sur le plan administratif, le corps comporte trois services :
- la direction des services opérationnels : distribution des secours, centre de réception des alertes, actions auprès des jeunes dans les écoles, respect de la législation, planning et sécurité du travail ;
- la direction des ressources : stratégie du service, finances, ressources humaines, formation, logistique ;
- la direction juridique : coordination des moyens, prévention, communication, préparation des textes de loi, veille technologique.

Les missions sont, par ordre d'importance[réf. nécessaire] :
1. l'élaboration des lois qui concernent la défense contre l'incendie et la sécurité du public ;
2. la définition des plans de secours ;
3. la lutte contre l'incendie ;
4. les interventions techniques : désincarcération, personnes coincées dans les ascenseurs, inondations, etc. ;
5. préparation de plans de secours pour les catastrophes (accidents de train, inondations, pollutions, etc.).

On voit que la partie prévisionnelle (prévention) est prioritaire devant la partie opérationnelle (intervention).
L'effectif se compose en 2015 de 5 992 personnes dont 5 096 pompiers opérationnels (officiers compris), tous professionnels. Ils tournent en quatre équipes ayant une couleur (rouge, blanche, bleue et verte) ; une équipe fait deux gardes de jour suivies de deux gardes de nuit et de quatre jours de repos, une garde faisant 12h.
Une centaine de personnes se relaient pour la réception des appels d'urgence (n° de téléphone « 999 »), c'est la control staff (« équipe de régulation »). Les personnels administratifs et techniques, dits « sans uniforme », sont environ 400 ; cela comprend entre autres les officiers chargés de la formation.
Le recrutement ne se fait qu'à la base, on ne peut pas être recruté directement comme officier. Les recrues suivent une formation au centre de Southwark, puis sont en stage durant une année.
La brigade possédait 326 véhicules en 2005 : 242 fourgons mixtes d'incendie et de secours routier, 30 échelles automatiques et bras élévateurs, 6 véhicules de sauvetage Fire rescue units pour les interventions sur les risques chimiques, les désincarcérations lourdes et le soutien aux équipes d'incendie (remplissage des appareils respiratoires isolants, ventilation opérationnelle), 10 dévidoirs automobiles, 4 cellules mousse, 5 postes de commandement mobiles et 2 bateaux-pompes. Des messages de prévention sont peints sur les véhicules (la prévention étant la première mission). 